# Maarten (single)
Maarten is een single van de Nederlandse zangeres Maaike Ouboter uit 2013. Het stond in hetzelfde jaar als zevende track op het album En hoe het dan ook weer dag wordt, waar het de tweede single van was, na Dat ik je mis.

## Achtergrond
Maarten is geschreven door Maaike Ouboter en geproduceerd door Joost Zweegers. Het is een Nederlandstalig lied dat een ode is aan Maarten van Roozendaal. De zangeres bracht het lied te horen bij het programma De beste singer-songwriter van Nederland. In de periode dat dit programma werd opgenomen was bekend dat van Roozendaal ziek was. Op de dag dat de aflevering werd uitgezonden waarin Ouboter haar ode bracht, werd in dezelfde avond bekend dat van Roozendaal was overleden. Dit gaf een extra lading aan het nummer. In het lied wordt onder andere een verwijzing gemaakt naar het nummer Mooi van Van Roozendaal.

## Hitnoteringen
Het lied was commercieel gezien geen groot succes. In Nederland werd de Top 40 niet gehaald en het stond maar één week in de Single Top 100. Het stond in die week op de 87e plaats.